# Štajner
Štajner je priimek v Sloveniji in tujini. Po podatkih Statističnega urada Republike Slovenije je na dan 1. januarja 2011 v Slovenjiji uporabljalo ta priimek 167 oseb.  

## Znani slovenski nosilci priimka
- Oskar Štajner, španski borec
- Nataša Štajner, agronomka, žlahtniteljica, univ. prof. UL
- Tamara Štajner (*1987), slovenska pisateljica, živeča na Dunaju
- Valter Štajner, atletski trener

## Znani tuji nosilci priimka
- Jiři Štajner, češki nogometaš
- Karlo Štajner (1902–1992), hrvaški publicist, zapornik v Sibiriji